# Pallacanestro ai XXI Giochi del Commonwealth - Torneo maschile
La competizioni di pallacanestro ai XXI Giochi del Commonwealth si è svolta dal 5 al 15 aprile 2018.

## Classifica
| Oro     | Australia     | Australia1 Walker, 3 Gliddon, 4 Goulding, 5 Cadee, 6 Norton, 7 Kay, 8 Newley, 12 Kickert, 14 Brandt, 15 Martin, 20 Sobey, 24 Wagstaff, All. Andrej Lemanis               |
| Argento | Canada        | Canada4 Diressa, 5 Pierre-Charles, 6 Alleyn, 7 Gueye, 8 Mukama, 9 Tutu, 10 Shephard, 11 Diawara, 12 Kapinga, 13 Morgan, 14 Nissen, 15 Shoveller, All. Kirby Schepp       |
| Bronzo  | Nuova Zelanda | |
| 4.      | Scozia        | Scozia0 Vigor, 6 Jimenez, 7 Malcolm, 8 Burroughs, 9 Bunyan, 10 Low, 11 Murray, 12 Nealon-Lino, 13 Collins, 14 Cleary, 15 Fraser, 20 Achara, All. Rob Beveridge           |
| 5.      | Inghilterra   | Inghilterra0 Anderson, 1 Edozie, 3 Thoseby, 4 Josephs, 7 Ikhinmwin, 11 Jones, 14 Gilchrist, 15 Tuck, 21 Lasker, 23 Jackman, 31 Thomson, 44 Walker, All. Andreas Kapoulas |
| 5.      | Nigeria       | Nigeria1 Iroegbu, 2 Ofoegbu, 3 Achiuwa, 4 Dike, 5 Usman, 6 Diogu, 8 Dung, 9 Yakubu, 10 Yahaya, 13 Istifanus, 15 Olatunji, 17 Orizu, All. Alex Nwora                      |
| 7.      | Camerun       | |
| 7.      | India         | |